# 福尔夫里
福尔夫里（法語：Forfry，法語發音：[fɔʁfʁi] ⓘ）是法国塞纳-马恩省的一个市镇，属于莫城区。

## 地理
福尔夫里（49°3'27"N, 2°50'50"E）面积5.8 平方千米，位于法国法蘭西島大區塞纳-马恩省，该省份为法国北部内陆省份，北起瓦兹省，西接埃松省、马恩河谷省、塞纳-圣但尼省和瓦兹河谷省，南至卢瓦雷省，东南接约讷省，东临马恩省和奥布省，东北接埃纳省。
与福尔夫里接壤的市镇（或旧市镇、城区）包括：瓦斯里、圣苏普莱、杜伊拉拉梅、热夫尔勒沙皮特尔、马西伊。

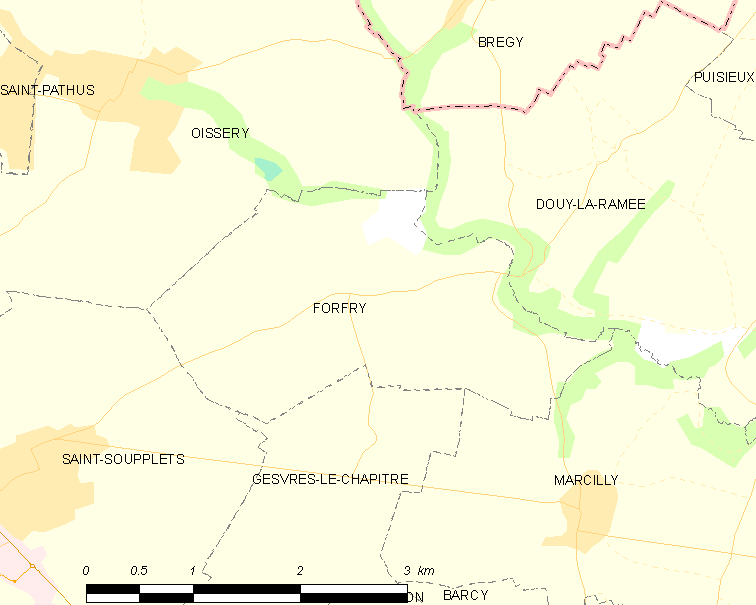
福尔夫里的OSM定位图

福尔夫里的时区为UTC+01:00、UTC+02:00（夏令时）。

## 行政
福尔夫里的邮政编码为77165，INSEE市镇编码为77193。

## 政治
福尔夫里所属的省级选区为克莱-苏伊县。

## 人口

1962-2008年间福尔夫里人口变化图示

福尔夫里于2022年1月1日时的人口数量为240人。